# Ряшенцев, Константин Михайлович
Константин Михайлович Ряшенцев (21 декабря 1921, Владикавказ — 21 сентября 1970, Амман) — советский фронтовой кинооператор. Участник Великой Отечественной войны на Черноморском театре. Начинал службу в морской пехоте в обороне Одессы и Перекопа. После ранения — фото и кинооператор. Снимал оборону Севастополя и битву за Кавказ. После войны работал на ЦСДФ. Член Союза кинематографистов СССР (1959).

## Краткая биография
Родился 21 декабря 1921 в Орджоникидзе (ныне Владикавказ) в семье Михаила Семеновича (1902 —?) и Анны Ильиничны (1896—1957) Ряшенцевых.
В 1922 году семья переехала в Москву. Имел сестру Ирину (1932). В 1930 году Михаил поступил в 498-ю московскую среднюю школу, которую окончил в июне 1940 года. Поступил на операторский факультет ВГИК.
С сентября 1940 года студентом 1-го курса ВГИКа был призван в РККФ и направлен на Черноморский Флот. С декабря 1940 по июль 1941 — в учебном отряде Черноморского флота. Воинское звание — главный старшина.

### Великая Отечественная война
Участник Великой Отечественной войны. С первых дней войны участвовал в боях и десантах как боец морской пехот. Участвовал в обороне Одессы, Перекопа, Севастополя. С сентября по ноябрь 1941 — краснофлотец-автоматчик 1-го Перекопского отряда моряков ЧФ. С ноября 1941 по январь 1942 командир отделения взвода разведки 1-го Перекопского батальона морской пехоты 7-й бригады морской пехоты ЧФ. После контузии в январе 1942 года в распоряжении Политического Управления Черноморского флота. С января по февраль 1942 в госпитале в Севастополе. В феврале — апреле 1942 года фотокорреспондент 4-го отдела Политуправления Черноморского Флота в Севастополе.
«Владик Микоша снимал в Севастополе, мы слышали, что он был контужен, но не прекращал съемки. Вместе с ним работали операторы Дима Рымарев, Кротик-Короткевич, Костя Ряшенцев.»
Фронтовой кинооператор. С апреля 1942 по март 1943 ассистент оператора военной киногруппы Главного политуправления ВМФ. С апреля 1943 по февраль 1946 — ассистент оператора Управления ВМФ и Центральной студии кинохроники (отдел военных фронтовых киногрупп). Работал в киногруппе под руководством режиссёра В. Н. Беляева с операторами Д. Г. Рымаревым и В. В. Микошей. Снял самостоятельно ряд кадров (бомбежка Северной стороны, последние дни Севастополя), вошедших в фильм «Черноморцы» (1942). Кавказе работал совместно с кинооператором Д. Г. Рымаревым на кораблях, в авиационных соединениях и частях Морской пехоты Черноморского Флота. Принимал участие в съемках боев на Таманском полуострове и боев за Керчь.

### После войны на ЦСДФ
Демобилизован в феврале 1946 года. По направлению Центральной студии документальных фильмов восстановился на операторском факультете ВГИКа (мастерская А. В. Гальперина), который окончил с отличием в 1951 году. Член ВКПб — КПСС с 1950 года. С 1951 года ассистент оператора, с июля 1954 — оператор ЦСДФ). Член Союза кинематографистов СССР (1959). Погиб в Аммане в Иордании 21 сентября 1970 года на передовой во время съемок документального фильма «Иорданский репортаж».
«после войны, окончив ВГИК, Костя стал известным хроникёром. Оператор-боец, он и погиб на боевом посту — на Ближнем Востоке, в стране Иордании, 21 сентября 1970 года… Пуля израильского снайпера сразила его в тот момент, когда он поднимал аппарат для своего очередного — последнего — неснятого кадра. Пуля пробила объектив аппарата „Конвас-автомат“, прошла сквозь плёнку и попала Косте в голову».
Похоронен на Введенском кладбище в Москве (рядом с захоронением Люсьена Оливье).

## Награды
Награждён орденами и медалями:
- 1942 — Медаль «За оборону Одессы»
- 1942 — Медаль «За оборону Севастополя»
- 1942 — Орден Красной Звезды (Приказ подразделения № 61с от 5.11.1942 ЧФ)
- 1944 — Медаль «За оборону Кавказа»
- 1944 — Орден Отечественной войны II степени
- 1945 — Медаль «За взятие Будапешта»
- 1945 — Медаль «За взятие Вены»
- 1945 — Медаль «За освобождение Белграда»
- 1945 — Медаль «За победу над Германией в Великой Отечественной войне 1941—1945 гг.»
- 1952 — Орден Труда (Албания)
- 1970 — Орден Красной Звезды (29.11.1970, посмертно)

## Избранная фильмография
Фильмы
- 1942 —  Черноморцы (фильм посвящен событиям и героям обороны Севастополя 1941-1942 гг.; С беспримерным мужеством в течение двухсот пятидесяти дней город отражал сильный натиск немецко-фашистских войск. В фильме показана героическая эпопея обороны Севастополя, мужество и отвага его защитников, боевые действия Черноморского флота, защищавшего город с моря. Фильм заканчивается эвакуацией Севастополя, которая была произведена по приказу Верховного Командования); полнометражный;  режиссер В. Беляев; операторы: В. Микоша, Д. Рымаревым, Ф. Короткевичем, А. Кричевским, Г. Донец, А. Смолка, К. Ряшенцев (в титрах не указан)
- 1944 — Битва за Севастополь; полнометражный; режиссёр В. Беляев; операторы: В. Микоша, Д. Шоломович, И. Аронс, В. Афанасьев, Я. Берлинер, К. Дупленский, И. Запорожский, Д. Каспий, Л. Котляренко, М. Лифшиц, Ф. Овсянников, М. Пойченко, Н. Петросов, А. Смолко, В. Сущинский, Б. Щадронов, Г. Хнкоян, К. Ряшенцев (в титрах не указан)
- 1944 — Кавказ (Битва за Кавказ); полнометражный; Производство: Центральная студия кинохроники и сектор хроники Тбилисской киностудии; автор-режиссер фильма:  Л. Варламов; режиссер: Ш. Чагунава; фильм снимали 17 операторов киногрупп Закавказского и Северо-Кавказского фронтов; руководитель оператор М. Трояновский; операторы: Д. Шоломович, А. Казначеев, М. Пойченко, А. Каиров, С. Семенов, Д. Каспий, А. Левитан, С. Коган, В. Петров, Л. Котляренко, Л. Арзуманов, Л. Мазрухо, Г. Асатиани, А. Сологубов, О. Деканосидзе, Н. Петросов, В. Шанидзе; асс. оператора К. Ряшенцев
- 1945 — Будапешт (боевые действия 2-го и 3-го Украинских фронтов по освобождению советскими войсками г. Будапешта во время 2-й Мировой войны); режиссёр В. Беляев; операторы: В. Афанасьев, А. Лебедев, П. Касаткин, Д. Рымарев, О. Рейзман, Г. Асланов, Л. Аристакесов, Я. Берлинер, И. Грачев, С. Гольбрих, К. Дупленский, Ю. Кун, А. Рубанович, Б. Рогачевский, А. Сологубов, И. Сокольников, С. Стояновский, А. Фролов, Е. Яцун, К. Ряшенцев (в титрах не указан); асс. режиссера: В. Чекулаева, А. Гольберг; диктор Л. Хмара
- 1945 — Вена (наступление частей Советской Армии в Австрии); режиссер Я. Посельский; операторы: Г. Асланов, И. Грачев, И. Чикноверов, Б. Рогачевский, И. Сокольников, Д. Рымарев, В. Афанасьев, Д. Мамедов, К. Дупленский, С. Стояновский, А. Фролов, К. Ряшенцев (в титрах не указан); музоформитель Д. Блок, звукооператор В. Котов, диктор Л. Хмара, художник П. Соколов, автор текста Р. Кацман, асс. режиссера З. Дембовская, консультант С. Платонов, К. Васильченко
- 1954 — Жиронда (Франция) — Динамо (Москва); режиссер Б. Вейланд; операторы: А. Щекутьев, Д. Каспий, П. Касаткин, В. Комаров, А. Крылов, В. Микоша, М. Ошурков, К. Пискарев, А. Хавчин, К. Ряшенцев
- 1955 — Делегация японского парламента в СССР; режиссер М. Славинская; операторы: Е. Аккуратов, К. Ряшенцев, И. Сокольников, В. Цитрон
- 1955 — Французская парламентская делегация в СССР; режиссер А. Рыбакова; операторы: И. Михеев, А. Савин, Н. Соловьев, Ф. Овсянников, В. Придорогин, В. Страдин, К. Ряшенцев, В. Цитрон
- Киногруппа ЦСДФ на съемках Международных конно-спортивных соревнований. На фото (слева направо): операторы Д. Рымарев, К. Ряшенцев, директор картины Н.М. Макеев, режиссер К.С. Эггерс, оператор С.И. Киселев. Московский ипподром, 1955 год. Фото из семейного архива Виктории Кузьмич (внучки Н. Макеева).
- 1955 — Международные конно-спортивные соревнования (Московский ипподром. Скачки на призы городов — Москвы, Тираны, Праги, Бухареста; заключительная скачка на приз Мира); режиссер К. Эггерс; операторы: С. Киселев, Д. Рымарев, К. Ряшенцев, В. Скоробогатова
- 1956 — Артисты Индии в СССР; режиссер С. Гуров; операторы: О. Рейзман, К. Ряшенцев
- 1956 — Советско-польские научно-техническое совещание горняков; реж.: В. Беляев; оператор
- 1956 — Юность советского спорта (3-я Всесоюзная Спартакиада учащихся); режиссер В. Вейланд; операторы: В. Аккуратов, О. Арцеулов, В. Воронцов, Ю. Егоров, А. Кричевский, К. Ряшенцев
- 1958 — Бирманские парламентарии в Советской стране; режиссер В. Бойков; операторы: И. Грачев, К. Ряшенцев
- 1960 — В добрый путь, Нигерия!; полнометражный; режиссер В. Ешурин; операторы: В. Ешурин, К. Ряшенцев
- 1960 — На приз имени братьев Знаменских; режиссер К. Эггерс; операторы: А. Воронцов, Г. Голубов, К. Ряшенцев
- 1961 — Друзья из Вьетнама; режиссер И. Генина; операторы: И. Грачев, А. Кочетков, К. Ряшенцев, В. Цитрон
- 1963 — И все-таки "Спартак"; режиссер Я. Бабушкин; операторы: Г. Асланов, И. Бганцев, К. Богдан, И. Грачев, Г. Земцов, Ф. Каминский, С. Коган, Л. Кокошвили, А. Крылов, Е. Мухин, М. Ошурков, М. Попова, Д. Рымарев, А. Саранцев, Ю. Серов, И. Сокольников, К. Ряшенцев, З. Чернявский
- 1963 — Товарищ такси;  режиссер Я. Бабушкин; операторы: К. Ряшенцев, Г. Голубов, А. Савин
- 1963 — Бирманские гости в СССР; режиссер З. Тузова; операторы: К. Ряшенцев, А. Савин
- 1965 — Под флагом Родины; режиссер В. Плотникова; операторы: О. Афанасьев, Н. Виноградский, И. Грек, И. Запорожский, С. Масленников, Л. Михайлов, Е. Мухин, П. Опрышко, М. Попова, К. Ряшенцев, С. Скраливецкий, Н. Соловьев, Б. Шер
- 1967 — Праздник моды (Международная выставка "Одежда"; павильоны СССР, Польши, Японии); режиссер А. Зенякин; операторы: И. Бганцев, К. Ряшенцев
- 1967 — Фильмы и встречи (5-й Международный кинофестиваль в Москве); режиссер А. Зенякин; операторы: И. Грачев, А. Кричевский, К. Ряшенцев
- 1968 — Через восемь морей и два океана; режиссер  Д. Рымарев; операторы: Д. Рымарев, К. Ряшенцев
- 1968 — Всесоюзный институт научной и технической информации (ВИНИТИ); режиссер  Д. Рымарев; оператор: К. Ряшенцев
- 1969 — К службе воинской готовы; режиссер Д. Рымарев; оператор: К. Ряшенцев
- 1970 — Иорданский репортаж; режиссер Д. Рымарев; операторы: К. Ряшенцев, Д. Рымарев

Кинопериодика
Снимал сюжеты для кинолетописи, а также для киножурналов: "Советский воин", "Новости дня".
- 1943 — Черноморское побережье (Черноморская группа войск Закавказского фронта, 01.1943 г.); кинолетопись; операторы: Д. Рымарев, К. Ряшенцев
- 1943 — Батарея Зубкова (Черноморская группа войск Закавказского фронта, январь 1943 г. Общий вид города Новороссийска. Герой Севастопольской обороны корректировщик лейтенант В. К. Пелых.); операторы: Д. Рымарев, К. Ряшенцев
- 1945 — Бои за город Вену и г. Вена после освобождения; кинолетопись: сюжет «АВИАЦИЯ И ДУНАЙСКАЯ ФЛОТИЛИЯ»; операторы:  Афанасьев В.И., Асланов Г.Г., Рымарев Д.Г., Ряшенцев К.М., Запорожский И.А., Петросов Р.В.; сюжет «ПРОДВИЖЕНИЕ СОВЕТСКОЙ АРМИИ И БОИ НА БЛИЖНИХ ПОДСТУПАХ К Г. ВЕНЕ», операторы:  Фролов А.И., Стояновский С.А., Мамедов Д.М., Сокольников И.И., Запорожский И.А., Петросов Р.В., Чикноверов И.А.; сюжет «БОИ НА ПОДСТУПАХ К ВЕНЕ», операторы: Афанасьев В.И., Мамедов Д.М., Сокольников И.И., Рымарев Д.Г., Ряшенцев К.М., Запорожский И.А., Петросов Р.В.